# Émile Léonard Mathieu
Émile Léonard Mathieu (1835-1890) va ser un matemàtic francès, conegut per haver descobert els cinc primers grups simples finits.

## Vida i Obra
Fa els seus estudis secundaris al lycée de Metz i, en acabar, i seguint els consels del seu oncle, ingressa a l'École Polytechnique el 1854. En acabar el 1856, vol continuar estudiant matemàtiques i es gradua a la Facultat de Ciències de París, on també obté el doctorat el 1859.
Els anys següents va viure a París fent de professor adjunt a diversos Lycées i començà a publicar alguns articles remarcables al Journal de Mathématiques Pures et Appliquées. El curs 1867-68 va ser professor adjunt a la Facultat de Ciències i l'any següent va ser professor titular a la universitat de Besançon. El 1873 va ser nomenat catedràtic de atemàtiques aplicades a la universitat de Nancy, càrrec que mantindrà fins a la seva mort, malgrat els seus esforços per aconseguir un lloc docent a París.
La seva obra més important és el Traité de Physique mathématique  en set volums (va morir quan estava preparant el vuitè) publicats entre 1873 i 1890. En ell es troben aportacions importants com les avui conegudes com a sèries de Mathieu o sèries de Mathieu-Berg que tenen importants aplicacions a la ciència, com per exemple a la teoria de l'elasticitat dels cossos.
També és conegut per haver descobert el 1861 els grups de Mathieu, els cinc primers grups simples finits esporàdics. Avui es coneixen com els grups {\displaystyle M_{11},M_{12},M_{21},M_{22}} i {\displaystyle M_{23}}.